# 1720 en santé et médecine
| Années de la santé et de la médecine : 1717 - 1718 - 1719 - 1720 - 1721 - 1722 - 1723    |
| Décennies de la santé et de la médecine : 1690 - 1700 - 1710 - 1720 - 1730 - 1740 - 1750 |

Cet article présente les faits marquants de l'année 1720 en santé et médecine.

## Événements
Angleterre
- Le Westminster Hospital (en) ouvre avec 20 lits[1].

France

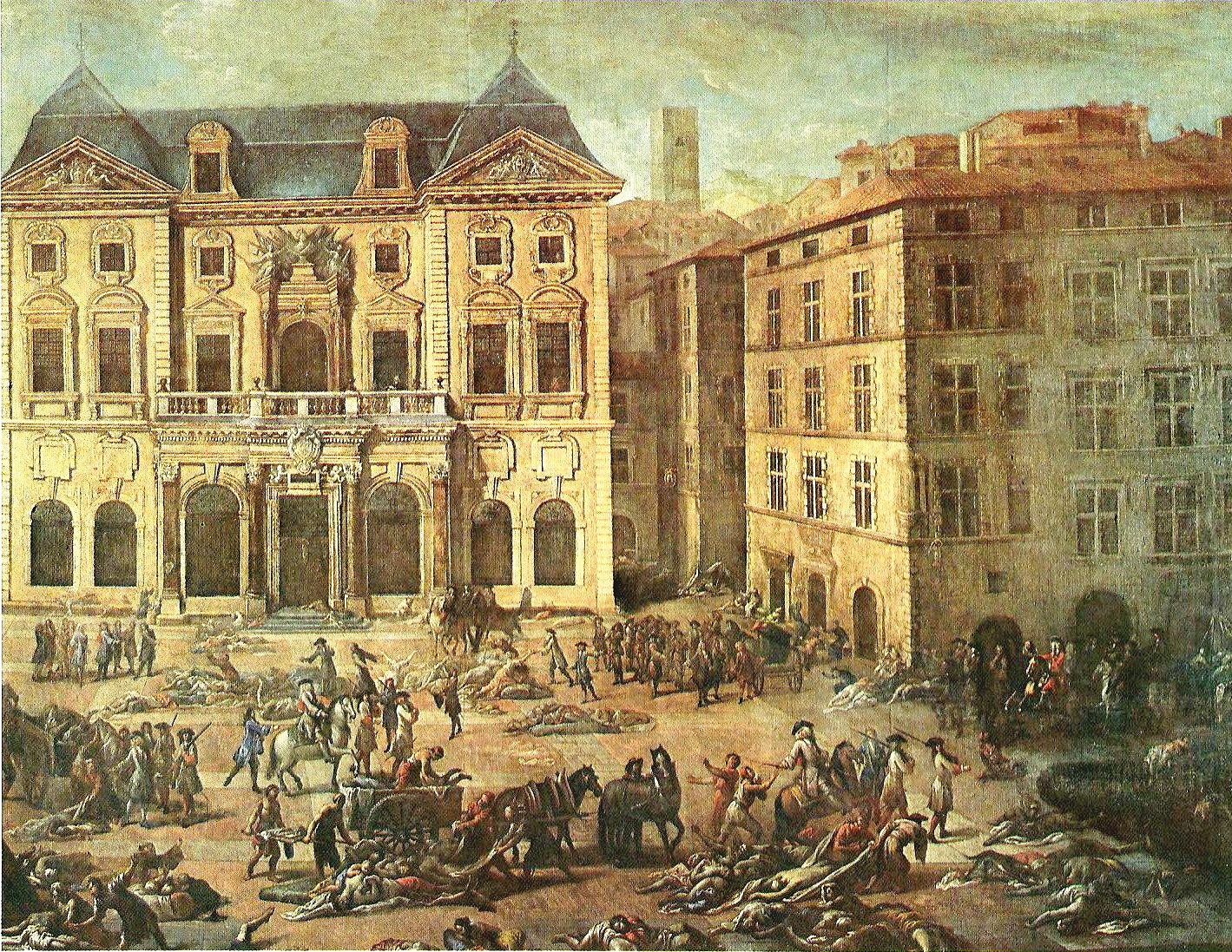
Marseille pendant la peste de 1720

- 25 mai : le Grand-Saint-Antoine arrive dans le port de Marseille en provenance de Syrie. Sa cargaison constituée de soieries et de balles de coton est contaminée par le bacille de Yersin responsable de la peste[2].
- 20 juin : l'épidémie de peste éclate à Marseille[3],[4] : elle tue près de 120 000 personnes dans le sud de la France dont 50 000 à Marseille (le tiers des habitants) : 50 victimes par jour en juillet, 1 000 en septembre[5].

Irlande
- Le Dr Steevens' Hospital (en) est fondé à Kilmainham, Dublin[6].

## Naissances
- 24 juin : Giovanni Presta (it) (mort en 1797), médecin et agronome italien, connu pour ses études approfondies sur l'oléiculture dans le Salentin.
- 5 juillet : Pierre-Isaac Poissonnier (mort en 1798), médecin français, membre de l'Académie des sciences et professeur au Collège royal, inspecteur général de la médecine, chirurgie et pharmacie de la Marine et des Colonies en 1764.
- 30 septembre : Carl Fredrik Adler (mort en 1761), médecin et naturaliste suédois[7].
- 4 novembre : Jean-Baptiste Fusée-Aublet (mort en 1778), pharmacien, botaniste et explorateur français.

## Décès
- 20 janvier : Giovanni Maria Lancisi (né en 1654), médecin italien qui introduit le mot mal’aria, « mauvais air »[8].

Date à préciser
- David Gregory (médecin) (en) (né en 1625), médecin écossais.